# Мамоново (Пронский район)
Мамоново — деревня в Пронском районе Рязанской области России, административный центр Мамоновского сельского поселения.

## География
Деревня расположено на автодороге 61К-005 Рязань — Скопин в 14 км на юг от райцентра рабочего посёлка Пронск. 

## История
В XIX — начале XX века деревня входило в состав Сергиевской волости Скопинского уезда Рязанской губернии. В 1906 году в деревне был 61 двор.
С 1929 года деревня являлось центром Мамоновского сельсовета Пронского района Рязанского округа Московской области, с 1937 года — в составе Рязанской области, с 2005 года — центр Мамоновского сельского поселения.

## Население
| 1859 | 1906 | 2010 |
| ---- | ---- | ---- |
| 258  | ↗448 | ↗752 |

## Инфраструктура
В деревне имеются Мамоновская основная общеобразовательная школа (Филиал МОУ Новомичуринская СОШ № 2), детский сад, отделение связи.